# ヴィノク

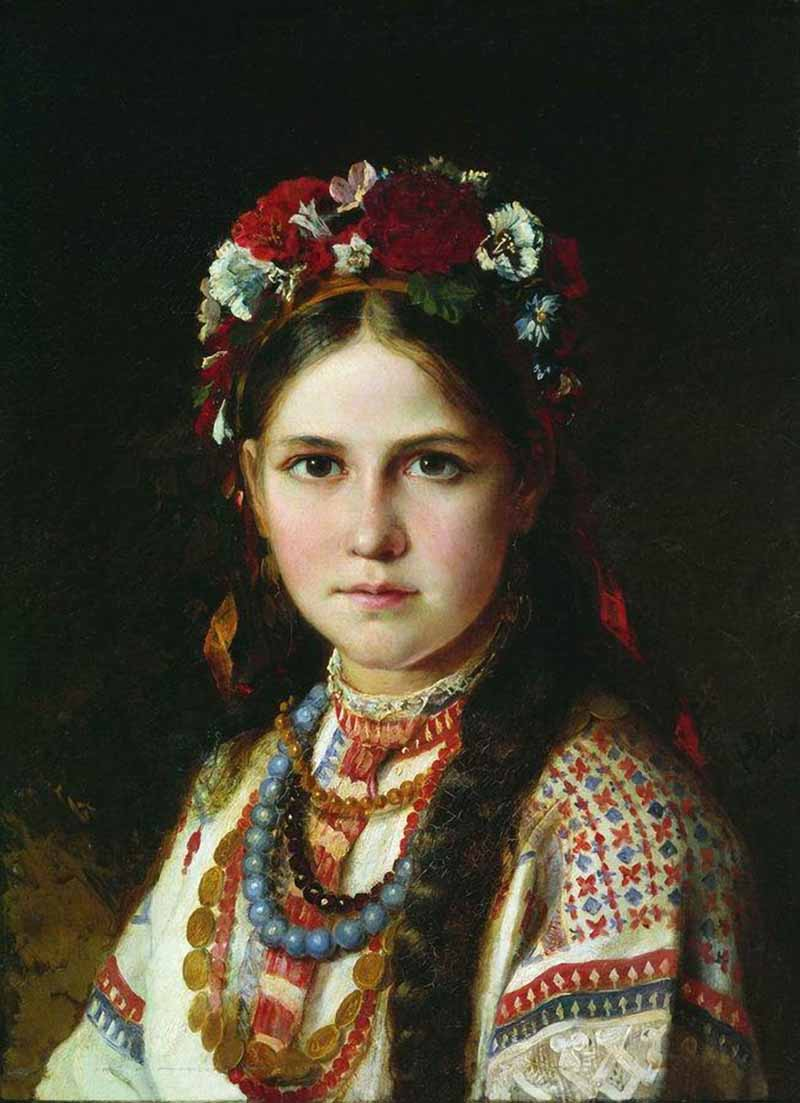
ヴィノクを身に着けた少女。

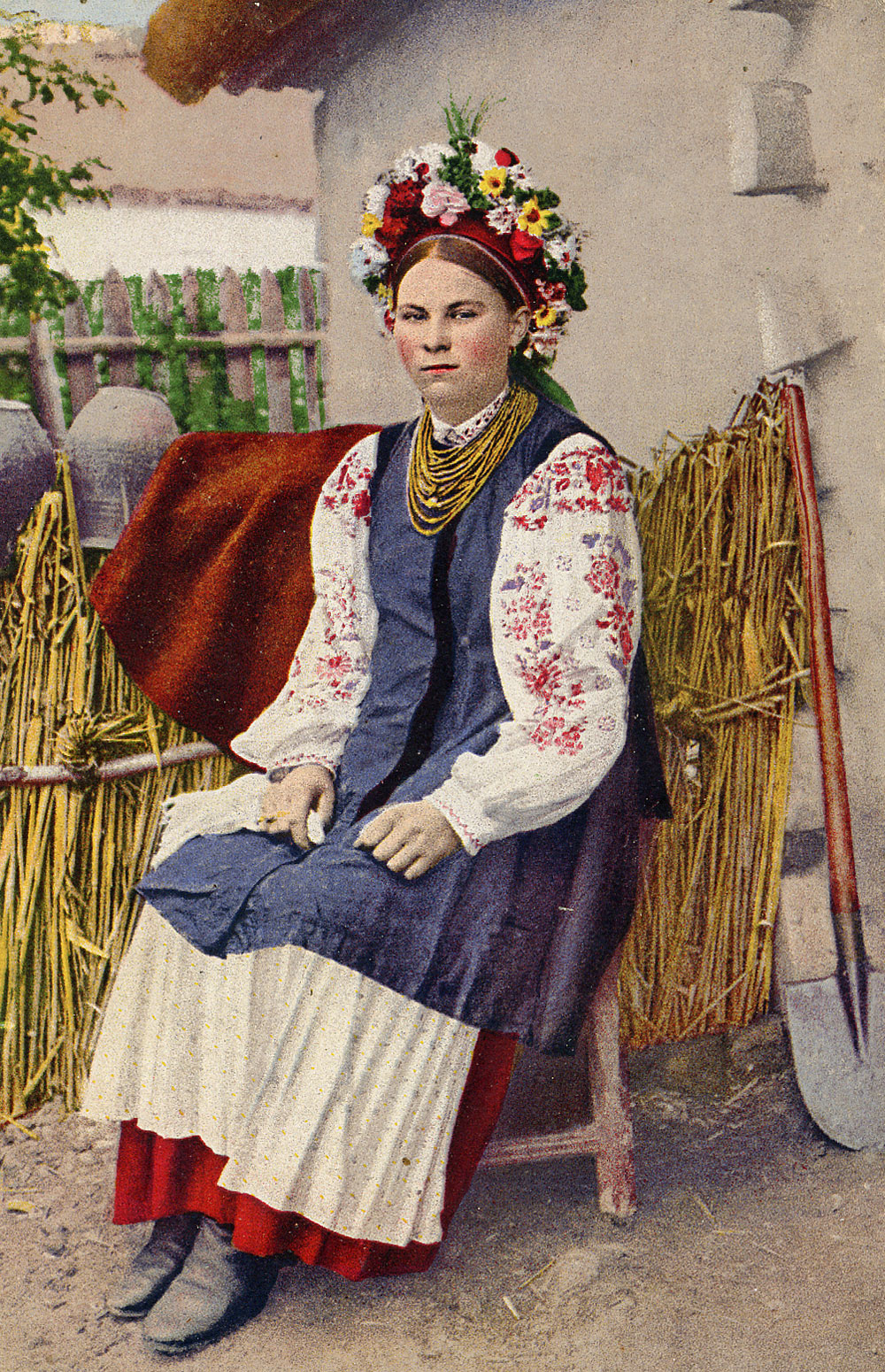
ヴィノクとヴィシヴァンカを着た農民の女性、1916年のポストカード。

ヴィノクと社会主義のシンボルを組み合わせたウクライナ・ソビエト社会主義共和国の紋章。

ヴィノク（ウクライナ語: вінок, vinók）はウクライナの伝統文化で少女や未婚の女性が身に着けるリース（花冠）の一種。ウクライニアン・リース（英: Ukrainian wreath（英語版））とも。このリースはキエフ大公国のギリシア正教会改宗（英語版）以前にさかのぼる東スラヴ風の習慣の一部とみられている。現在でもウクライナの国民的衣装の一部として祝祭や聖なる日に用いられ、2014年のウクライナ騒乱以降ますますその機会は増えている。

## 歴史
ウクライナの夏至祭であるイワン・クパーラの日、若い女性たちは灯したろうそくとともにヴィノクを川や湖に浮かべ、その流れ方によってロマンティックな未来を占った。流れた方角で誰と結婚をするかを、リースが流れずに一所に留まれば未婚、リースが沈めば死のおそれ、ろうそくが落ちると不幸に見舞われる、など。若い男性たちは水に飛び込み、それぞれの愛する少女のリースを手に入れようとした。あるイワン・クパーラの祭の歌には以下のような一節がある。
「少女を手にするのはリースを得た者／リースを手にする者が私のもの」
前キリスト教時代にまでさかのぼると、頭飾りは少女を邪気から守るとされていた。次第に儀式的・宗教的意味は薄れ、現代ではウクライナにおける少女性の象徴となった。
民謡や伝承において、リースを失うことは少女から女性への移行を意味している。
社会人類学者のジェームズ・フレイザーは『金枝篇（英: The Golden Bough）』の中で、「夏至の少しあとにウクライナで祝われ、リースと密接に関係するイワン・クパーラの日（ヨハネ祭）は、もともとはスラヴ土着信仰における受胎の儀式であった」と初めて記している。

## 体裁と構造
ウクライナのほとんどの民族衣装と同様に、ヴィノクは重要な象徴的価値を有しており、制作には特定の花のみが用いられた。結婚適齢期の少女が身に着けるのが伝統であり、ヴィノクという名称はウクライナの結婚式ヴィンチャニヤ（ウクライナ語: винчання、英: vinchannya）に由来している。
リースに使われる花は一般的には生花、紙製、ワックスペーパー製、リボンで覆われた厚紙製である。
ウクライナの多くの地域ごとに多種多様なリースが作られ、国中の若い女性たちが、糸、リボン、コイン、羽や木の葉でできたヴィノクで着飾るが、これら全てが同じ象徴的意味合いを持っている。中部および東部ウクライナの一部では、花は中心地で育てられていた。通常多色の刺繍リボンが後部に飾られる。
ウクライナの結婚式において、新婦がその後の人生で被ることになる帽子の一種であるオチポク（英語版）にヴィノクが取って代わられる。
現在では伝統的なウクライニアン・ダンサーが身に着けている。

## スラヴ土着信仰
現代のスラヴ土着信仰におけるムーブメントを追随する人々にとってヴィノクは神秘主義的重要性を持っており、彼らはオークの葉と野草で編んだリースで夏至の到来を祝う。

## ギャラリー
- ヴィノク
- ヴィノク